# Carso Triestino e Goriziano
Carso Triestino e Goriziano este o arie protejată (arie specială de conservare — SAC, sit de importanță comunitară — SCI) din Italia întinsă pe o suprafață de 9.648 ha, din care 2 % marine.

## Localizare
Centrul sitului Carso Triestino e Goriziano este situat la coordonatele 45°44′50″N 13°46′57″E / 45.7472°N 13.7825°E.

## Înființare
Situl Carso Triestino e Goriziano a fost declarat sit de importanță comunitară în iulie 2006 pentru a proteja 8 specii de plante și 199 de specii de animale. Situl a fost protejat și ca arie specială de conservare în octombrie 2013.

## Biodiversitate
Situată în ecoregiunea continentală, aria protejată conține 26 de habitate naturale: Păduri mixte riverane de Quercus robur, Ulmus laevis și Ulmus minor, Fraxinus excelsior sau Fraxinus angustifolia, de-a lungul marilor râuri (Ulmenion minoris), Pajiști uscate europene, Lagune de coastă, Pășuni mediteraneene udate de apa mării (Juncetalia maritimi), Cursuri de apă de la nivel de câmpie la nivel montan, cu vegetație Ranunculion fluitantis și Callitricho-Batrachion, Pajiștile Spartina (Spartinion maritimae), Galerii de Salix alba și de Populus alba, Pante stâncoase calcaroase cu vegetație casmofită, Vegetație anuală la limita mareei, Păduri de Quercus ilex și Quercus rotundifolia, Salicornia și alte specii anuale care populează regiunile mlăștinoase și nisipoase, Formațiuni de Juniperus communis pe lande sau pajiști calcaroase, Lespezi calcaroase, Păduri ilirice de stejar și carpen (Erythronio-Carpinion), Izvoare petrifiante cu formare de travertin (Cratoneurion), Ape puternic oligomezotrofe cu vegetație bentonică cu Chara spp., Terase mlăștinoase și terase nisipoase neacoperite de apă la reflux, Lacuri eutrofice naturale cu vegetație de tip Magnopotamion sau Hydrocharition, Fânețe de joasă altitudine (Alopecurus pratensis, Sanguisorba officinalis), Bancuri de nisip acoperite în permanență slab de apă marină, Păduri aluvionare cu Alnus glutinosa și Fraxinus excelsior (Alno-Padion, Alnion incanae, Salicion albae), Tufărișuri halofile mediteraneene și termo-atlantice (Sarcocornetea fruticosi), Pajiști uscate din regiunea submediteraneeană estică (Scorzoneratalia villosae), Peșteri inaccesibile publicului, Grohotișuri termofile și vest-mediteraneene, Pajiști carstice calcaroase sau bazofile, de Alysso-Sedion albi.
La baza desemnării sitului se află mai multe specii protejate:
- plante (8): Centaurea kartschiana, Euphrasia marchesettii, Genista holopetala, Gladiolus palustris, Himantoglossum adriaticum, Moehringia tommasinii, Paeonia officinalis subsp. banatica, Salicornia veneta
- păsări (163): uliu porumbar (Accipiter gentilis), uliu păsărar (Accipiter nisus), lăcar mare (Acrocephalus arundinaceus), privighetoare-de-baltă (Acrocephalus melanopogon), lăcar-de-mlaștină (Acrocephalus palustris), lăcar-de-rogoz (Acrocephalus schoenobaenus), lăcar-de-lac (Acrocephalus scirpaceus), fluierar de munte (Actitis hypoleucos), ciocârlie-de-câmp (Alauda arvensis), pescăruș albastru (Alcedo atthis), rață pitică (Anas crecca), rață mare (Anas platyrhynchos), gâscă cenușie (Anser anser), fâsă-de-câmp (Anthus campestris), fâsă de pădure (Anthus trivialis), Apus pallidus, acvilă de munte (Aquila chrysaetos), egretă mare (Ardea alba), stârc cenușiu (Ardea cinerea), stârc roșu (Ardea purpurea), stârc galben (Ardeola ralloides), ciuf-de-pădure (Asio otus), cucuvea (Athene noctua), rață-cu-cap-castaniu (Aythya ferina), rața moțată (Aythya fuligula), Aythya marila, rață roșie (Aythya nyroca), buhai de baltă (Botaurus stellaris), buha (Bubo bubo), Bucephala clangula, pasărea ogorului (Burhinus oedicnemus), șorecarul comun (Buteo buteo), ciocârlie-cu-degete-scurte (Calandrella brachydactyla), Calidris alba, fugaci de țărm (Calidris alpina), fugaci roșcat (Calidris ferruginea), fugaci mic (Calidris minuta), bătăuș (Calidris pugnax), fugaci pitic (Calidris temminckii), caprimulg (Caprimulgus europaeus), rândunică roșcată (Cecropis daurica), Cettia cetti, prundăraș de sărătură (Charadrius alexandrinus),  prundaș gulerat mic (Charadrius dubius), prundaș gulerat mare (Charadrius hiaticula), chirichița cu obraz alb (Chlidonias hybrida), chirighiță neagră (Chlidonias niger), barză neagră (Ciconia nigra), mierla de apă (Cinclus cinclus), șerpar (Circaetus gallicus), erete de stuf (Circus aeruginosus), erete vânăt (Circus cyaneus), erete cenușiu (Circus pygargus), acvilă-țipătoare-mică (Clanga pomarina), porumbel (Columba livia), dumbrăveancă (Coracias garrulus), cuc (Cuculus canorus), gușă vânătă (Cyanecula svecica), lebădă de vară (Cygnus olor), lăstun de casă (Delichon urbicum), ciocănitoare cu spate alb (Dendrocopos leucotos), ciocănitoare pestriță mare (Dendrocopos major), Dryobates minor, ciocănitoare neagră (Dryocopus martius), egretă mică (Egretta garzetta), presură de grădină (Emberiza hortulana), Eremophila alpestris, Falco eleonorae, șoim călător (Falco peregrinus), șoimul rândunelelor (Falco subbuteo), vânturel roșu (Falco tinnunculus), vânturel de seară (Falco vespertinus), muscar-gulerat (Ficedula albicollis), muscar (Ficedula parva), lișiță (Fulica atra), ciocârlan (Galerida cristata), becațină comună (Gallinago gallinago), cufundar cu cioc alb (Gavia adamsii), cufundar polar (Gavia arctica), cufundar mare (Gavia immer), cufundar mic (Gavia stellata), pescăriță râzătoare (Gelochelidon nilotica), cocor (Grus grus), vulturul pleșuv sur (Gyps fulvus), scoicar (Haematopus ostralegus), acvilă pitică (Hieraaetus pennatus), piciorong (Himantopus himantopus), frunzăriță galbenă (Hippolais icterina), Hippolais polyglotta, rândunică (Hirundo rustica), Hydrocoloeus minutus, pescăriță mare (Hydroprogne caspia), stârc pitic (Ixobrychus minutus), capîntortură (Jynx torquilla), sfrâncioc roșiatic (Lanius collurio), sfrânciocul cu frunte neagră (Lanius minor), pescăruș sur (Larus canus), pescăruș negricios (Larus fuscus), pescăruș-cu-cap-negru (Larus melanocephalus), Leiopicus medius, sitar de mâl (Limosa limosa), grelușel-de-zăvoi (Locustella luscinioides), ciocârlie de pădure (Lullula arborea), becațină mică (Lymnocryptes minimus), rață pestriță (Mareca strepera), rață catifelată (Melanitta fusca), rață neagră (Melanitta nigra), Mergellus albellus, prigoare (Merops apiaster), cormoran mic (Microcarbo pygmaeus), mierlă de piatră (Monticola saxatilis), mierlă albastră (Monticola solitarius), Numenius arquata arquata, Numenius phaeopus, stârc de noapte (Nycticorax nycticorax), pietrar mediteranean (Oenanthe hispanica), ciuf-pitic (Otus scops), Oxyura leucocephala, vultur pescar (Pandion haliaetus), viespar (Pernis apivorus), Phalacrocorax aristotelis desmarestii, Phoenicopterus ruber, codroș de munte (Phoenicurus ochruros), codroșul de pădure (Phoenicurus phoenicurus), ciocănitoare de munte (Picoides tridactylus), ciocănitoare verzuie (Picus canus), ciocănitoarea verde (Picus viridis), lopătar (Platalea leucorodia), ploier auriu (Pluvialis apricaria), corcodel-urechiat (Podiceps auritus), corcodel mare (Podiceps cristatus), corcodel-cu-gât-roșu (Podiceps grisegena), corcodel-cu-gât-negru (Podiceps nigricollis), cresteț pestriț (Porzana porzana), Prunella collaris, Ptyonoprogne rupestris, Puffinus yelkouan, lăstun de mal (Riparia riparia), mărăcinar negru (Saxicola torquatus), sitar de pădure (Scolopax rusticola), eider (Somateria mollissima), rață cârâitoare (Spatula querquedula), chiră de baltă (Sterna hirundo), chiră mică (Sternula albifrons), turturică (Streptopelia turtur), huhurez mic (Strix aluco), huhurezul mic (Strix uralensis), corcodel mic (Tachybaptus ruficollis), Tachymarptis melba, călifar alb (Tadorna tadorna), chiră de mare (Thalasseus sandvicensis), fluierar negru (Tringa erythropus), fluierar de mlaștină (Tringa glareola), fluierar cu picioare verzi (Tringa nebularia), fluierarul de zăvoi (Tringa ochropus), fluierar de lac (Tringa stagnatilis), fluierarul cu picioare roșii (Tringa totanus), mierlă gulerată (Turdus torquatus), sturzul de vâsc (Turdus viscivorus), strigă (Tyto alba), pupăză (Upupa epops), nagâț (Vanellus vanellus), Zapornia parva
- amfibieni (4): izvoraș-cu-burta-galbenă (Bombina variegata), proteu de peșteră (Proteus anguinus), Rana latastei, Triturus carnifex
- mamifere (12): liliac cârn (Barbastella barbastellus), lupul (Canis lupus), râs eurasiatic (Lynx lynx), liliac cu aripi lungi (Miniopterus schreibersii), foca-călugăr (Monachus monachus), liliac cu urechi mari (Myotis bechsteinii), liliac cărămiziu (Myotis emarginatus), liliacul mediteranean cu potcoavă (Rhinolophus euryale), liliacul mare cu potcoavă (Rhinolophus ferrumequinum), liliacul mic cu potcoavă (Rhinolophus hipposideros), delfin mare (Tursiops truncatus), urs brun (Ursus arctos)
- nevertebrate (15): Austropotamobius pallipes, croitorul mare al stejarului (Cerambyx cerdo), Coenonympha oedippus, Cordulegaster heros, fluturele de noapte (Eriogaster catax), fluturele auriu (Euphydryas aurinia), Euplagia quadripunctaria, Leptodirus hochenwartii, libelule (Leucorrhinia pectoralis), rădașcă (Lucanus cervus), fluturele purpuriu (Lycaena dispar), Maculinea teleius, Morimus asper funereus, Osmoderma eremita, Vertigo angustior
- pești (2): Aphanius fasciatus, Cobitis bilineata
- reptile (3): Caretta caretta, țestoasa de baltă (Emys orbicularis), țestoasă bănățeană (Testudo hermanni)

Pe lângă speciile protejate, pe teritoriul sitului au mai fost identificate 19 specii de plante, 8 specii de amfibieni, 25 de specii de mamifere, 30 de specii de nevertebrate, 1 specie de pești, 14 specii de reptile.